# Bolusiella
Bolusiella is een geslacht van orchideeën uit de onderfamilie Epidendroideae. De soorten komen voor in tropisch en zuidelijk Afrika en op de Comoren.

## Soorten
- Bolusiella alinae Szlach.
- Bolusiella fractiflexa Droissart, Stévart & Verlynde
- Bolusiella iridifolia (Rolfe) Schltr.
- Bolusiella maudiae (Bolus) Schltr.
- Bolusiella talbotii (Rendle) Summerh.
- Bolusiella zenkeri (Kraenzl.) Schltr.